# Statutum est hominibus semel mori
L'espressione latina statutum est hominibus semel mori (lett. "Fu stabilito agli uomini di morire una volta sola") è di matrice biblica: Ebrei 9,27. Il verso ha avuto una straordinaria fortuna nel mondo medievale e umanistico, spesso associandosi al concetto del memento mori e molto utilizzato nel linguaggio epigrafico e cimiteriale, ricordando la caducità della vita. 
Il verso è stato ripreso da numerosi autori, tra cui Sant'Agostino di Ippona e Sant'Alfonso Maria de' Liguori, nella celebre opera Apparecchio alla morte.
È noto per essere riportato quale "motto rassicurante" (!) nella cripta delle mummie di Urbania (PU), su un cartiglio sopra la salma del priore della confraternita della Buona Morte, il farmacista Vincenzo Piccini.